# Ezequiel Durán
Ezequiel Alberto Durán (San Juan de la Maguana, República Dominicana, 22 de mayo de 1999), más conocido como Ezequiel Durán, es un jugador profesional dominicano de béisbol que se desempeña en la posición de tercera base en Texas Rangers, equipo de las Grandes Ligas de Béisbol (MLB).

## Carrera
En 2022, Durán hizo su debut en la MLB con el equipo Texas Rangers, donde lleva jugando tres temporadas.